# Willi Hölzgen
Willi Hölzgen (* 8. August 1963) ist ein ehemaliger deutscher Fußballspieler.

## Karriere
Hölzgen spielte für Adler Dellbrück und TuS Höhenhaus, bevor er zu Bayer 04 Leverkusen wechselte. Für Bayer lief er für die Zweitvertretung auf, kam aber am 24. Spieltag der Saison 1983/84 in der Bundesliga zum Einsatz. Im Spiel gegen Bayer 05 Uerdingen wurde er kurz vor Spielende eingewechselt, das Spiel endete mit einem 3:1-Erfolg. 1985 verließ er den Werksverein und spielte anschließend eine Spielzeit für die Sportfreunde Siegen und die SSG Bergisch Gladbach, bevor er für ein Jahr bei SC Viktoria Köln spielte. Nach seiner Station in Köln wechselte er in die Schweiz und spielte dort für den FC Emmenbrücke und den SC Zug. 1990 kehrte er nach Deutschland zurück und ließ seine Karriere beim FV Bad Honnef ausklingen.